# Romualdas Marcinkus
Romualdas Marcinkus (Jurbarkas, 22 luglio 1907 – Pruśce, 29 marzo 1944) è stato un aviatore, calciatore e allenatore di calcio lituano, unico tra i colleghi del suo paese ad avere prestato servizio nella Royal Air Force (RAF), l'aeronautica militare britannica, durante la seconda guerra mondiale. Nella giovinezza fu anche un campione di calcio nonché allenatore della nazionale lituana.
Mentre era in servizio con l'aeronautica militare lituana (Karinės oro pajėgos), Marcinkus fu un istruttore dei paracadutisti e guidò anche il dipartimento di educazione fisica dell'aeronautica. Dopo l'occupazione sovietica della Lituania all'inizio della guerra, Marcinkus lasciò il paese e si arruolò nell'Armée de l'air, l'aeronautica militare francese, con la quale combatté durante la campagna di Francia. La capitolazione francese lo spinse a fuggire in Gran Bretagna, dove venne accettato nella RAF, inquadrato nel 1º squadrone. Dopo varie missioni come scorte ai bombardieri e azioni notturne, il 12 febbraio 1942, nel corso dell'operazione Cerberus, Marcinkus venne abbattuto e, preso prigioniero, spedito nello Stalag Luft III.
Durante la prigionia divenne uno dei membri di un gruppo impegnato nell'organizzare una fuga dal campo di prigionia, impegnandosi principalmente nell'analisi delle ferrovie adiacenti per individuare un mezzo di fuga con cui dileguarsi. Il piano venne messo in atto il 25 marzo 1944 e l'aviatore lituano fu tra i settantasei prigionieri ad evadere, ma venne catturato dopo qualche giorno dalla Gestapo e ucciso.
Alla fine della seconda guerra mondiale Marcinkus venne dimenticato, citato solamente dai giornalisti lituani emigrati all'estero. Il personaggio tornò alla luce dopo il riottenimento dell'indipendenza della Lituania, nel 1990.

## Biografia

### Primi anni
Romualdas Marcinkus nacque il 22 luglio 1907 nella città lituana di Jurbarkas, al tempo parte dell'Impero russo. Era il più grande di cinque figli (tre femmine e due maschi) nati dal matrimonio tra il padre Pranas Marcinkus, poliziotto in servizio nelle città di Jubarkas, Tauragė e Rumšiškės, e la madre Honorata Kroazė-Marcinkienė, di origini francesi; il cugino Vanda Kroazė-Šestakauskienė riuscì ad identificare il nome dell'avo che arrivò in Lituania con la Grande Armata di Napoleone Bonaparte durante la campagna di Russia, tale Courvoisier, che sposò una donna lituana. Il fratello minore morì durante l'infanzia.
Dopo la prima guerra mondiale e l'atto d'indipendenza della Lituania, Marcinkus frequentò il nuovo ginnasio di Jubarkas, continuando gli studi superiori e appassionandosi al calcio, tanto che si iscrisse alla squadra di calcio locale. Gli amici lo chiamavano spesso col nomignolo "Romas", derivato dal suo nome.

### In servizio con l'esercito lituano

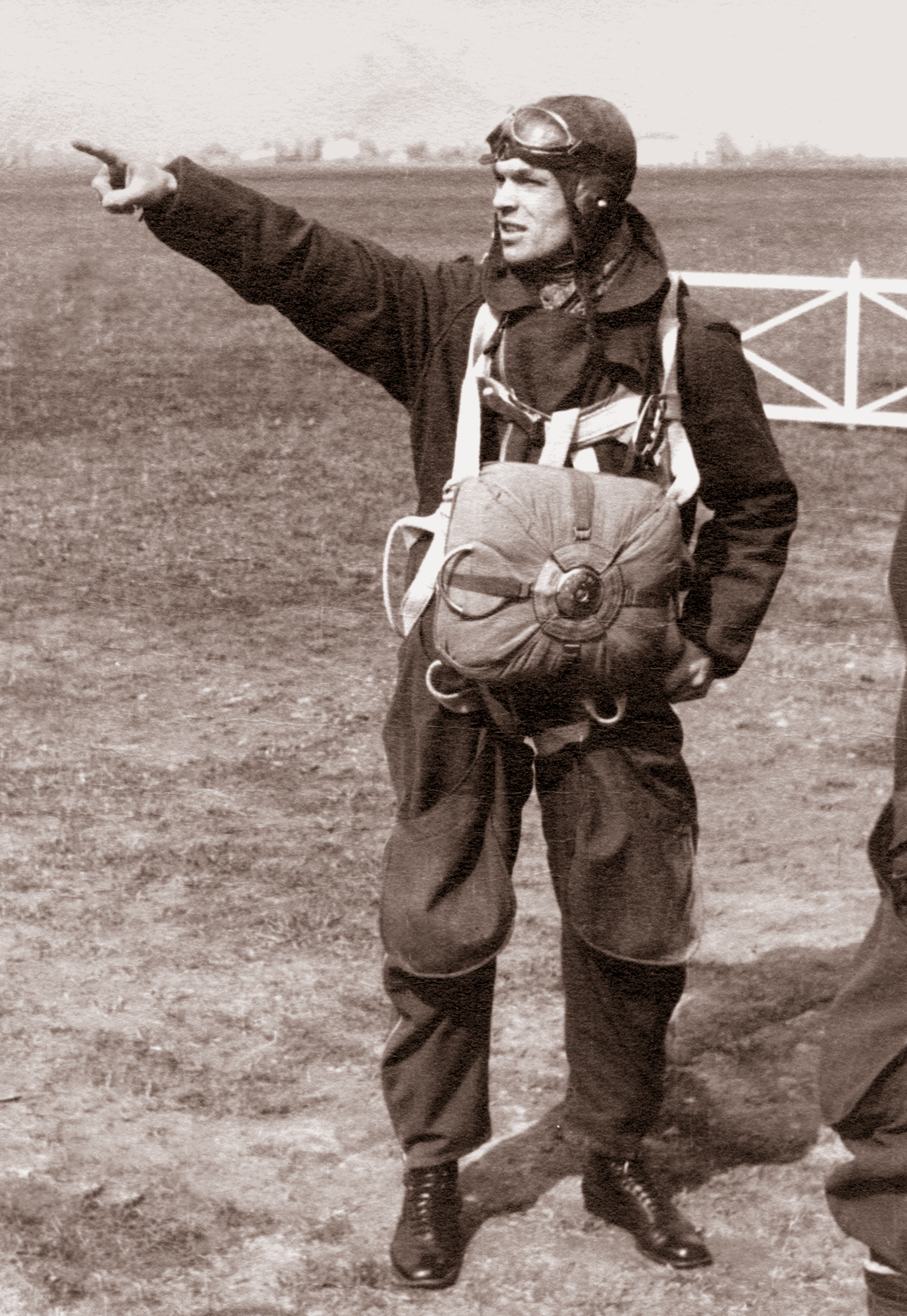
Marcinkus fu anche istruttore dei paracadutisti nell'aeronautica lituana (Karinės oro pajėgos)

All'età di 17 anni Marcinkus si trasferì da Jubarkas a Kaunas, capitale temporanea della Lituania. Qui, oltre a diplomarsi in una scuola per l'apprendimento della lingua tedesca, entrò anche nella scuola militare della città, con l'intento di entrare in futuro nell'esercito lituano, che in quel momento stava vivendo una fase di espansione e modernizzazione, così come l'aeronautica che allora era una branca dell'esercito, spinta da progettisti e innovatori quali Jurgis Dobkevičius e Antanas Gustaitis.
Contemporaneamente alla scuola militare Marcinkus giocò anche nella Kauno sporto klubas (KSK), una squadra di calcio di Kaunas, dove questo sport stava spopolando. Nel 1927, dopo la morte del padre e il conseguente onere di mantenere la propria famiglia, divenne un giocatore dell'LFLS Kaunas, salvo passare poi al Lietuvos Fizinio Lavinimo Sąjunga (fondato dal pilota Steponas Darius) col quale vinse un campionato lo stesso anno in cui arrivò alla società. Il 27 luglio di quello stesso 1927 giocò nella nazionale di calcio della Lituania segnando il suo primo goal in una competizione internazionale, non riuscendo comunque ad evitare una sconfitta alla squadra.
Nel 1928 finì la scuola militare e venne nominato sottotenente di fanteria. Dal 1930 al 1932 frequentò l'istituto militare dell'aviazione "Vitoldo il Grande" e diventò un pilota militare, non abbandonando mai la sua passione per il calcio: riuscì a vincere tre volte il campionato e due volte la Coppa del Baltico, giocando inoltre quaranta partite con la nazionale, di cui divenne anche allenatore. Per le sue doti divenne una celebrità ed è considerato uno dei migliori giocatori lituani del tempo.
Nel 1933 venne promosso tenente direttamente dal presidente Antanas Smetona. Lo stesso anno sposò Aleksandra Lingytė, vincitrice di vari campionati lituani di pallacanestro. Circa nello stesso periodo, ispirato da Klemensas Martinkus, Romualdas divenne un istruttore dei paracadutisti, partecipando egli stesso a vari air show.

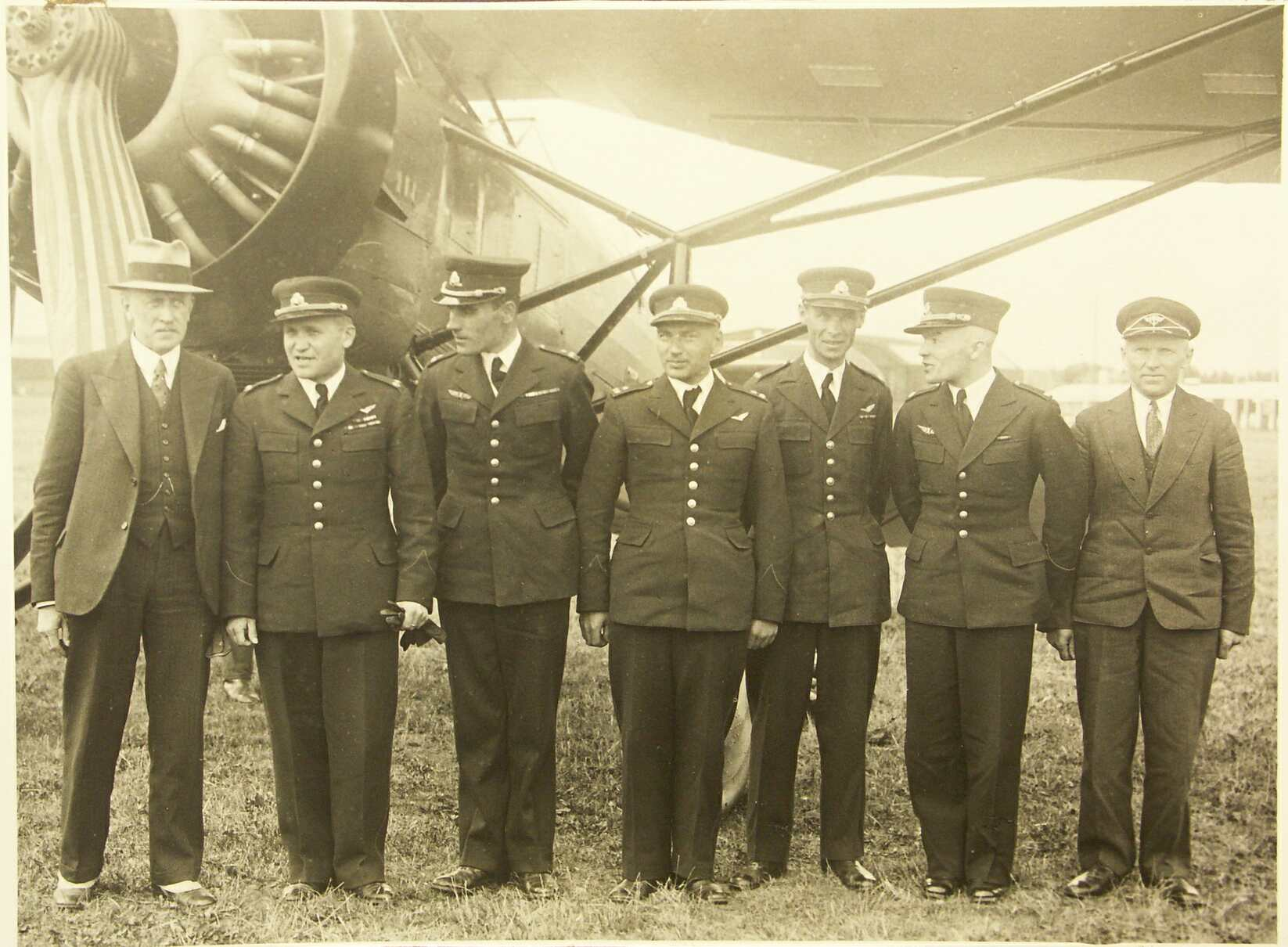
L'equipaggio del volo trans-europeo in posa davanti a un aereo ANBO-IV: da sinistra, Jurgis Savickis, Antanas Gustaitis, Jonas Liorentas, Juozas Namikas, Jonas Mikėnas, Romualdas Marcinkus e Kazys Rimkevičius

Un anno dopo, nel 1934, venne destinato alla specialità della ricognizione aerea, dove affinò le sue conoscenze su cartografia, fotografia, sistemi d'arma e volo individuale. Antanas Gustaitis, comandante dell'aviazione e costruttore di aerei, lo invitò a partecipare ad un volo trans-europeo assieme ai piloti Jonas Liorentas, Juozas Namikas, Jonas Mikėnas e Kazys Rimkevičius, e Marcinkus accettò. L'impresa, compiuta su aerei ANBO-IV (progettati proprio da Gustaitis) iniziò lo stesso anno e durò venticinque giorni per complessivi 10000 km percorsi, facendo tappa in dodici capitale europee, con le congratulazioni anche della famiglia reale britannica e di Benito Mussolini.
Al ritorno dalla trasvolata venne promosso capitano e ricevette la Croce di cavaliere dell'Ordine del granduca Gediminas, diventando altresì capo del dipartimento di educazione fisica dell'aviazione. Fondò anche una squadra di calcio destinata ai giovani e insegnò tedesco tralasciando in parte i suoi doveri militari, come notarono i suoi superiori. La sua carriera sportiva, comunque, terminò nel 1938 quando si infortunò ad un ginocchio. Nel 1939, lo stesso anno in cui ricevette le "ali d'acciaio" (Plieno sparnai), la massima decorazione dell'aeronautica lituana, la grande mole di debiti accumulati gli portò un esaurimento nervoso che ebbe ripercussioni anche in ambito militare, dove venne trasferito alla riserva. Egli comunque fece pressioni per supportare la Finlandia impegnata nella guerra d'inverno contro l'Unione Sovietica, ma la Lituania rimase neutrale. Così come altri piloti del suo paese, nel 1940 Marcinkus decise di mettersi al servizio dell'aeronautica finlandese, ma quando arrivò nel paese scandinavo la guerra era già terminata. Decise quindi di spostarsi in Francia, in quel periodo in guerra contro la Germania nazista.

### Con l'aeronautica francese

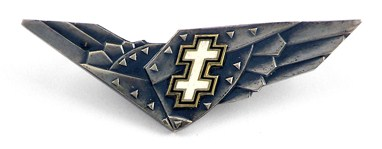
Le ali d'acciaio (Plieno sparnai), la massima decorazione dell'aeronautica lituana. Marcinkus ricevette tale decorazione nel 1939

Non appena arrivò in Francia, verso la metà del marzo 1940, Marcinkus chiese di entrare nell'Armée de l'air, l'aeronautica militare francese. Complicazioni burocratiche ne ritardarono l'ingresso fino a quando la guerra contro la Germania stava ormai volgendo al termine. È comunque possibile che Marcinkus abbia abbattuto qualche aereo nemico prima della fine delle ostilità.
Dopo la resa della Francia raggiunse le colonie della Francia di Vichy in Africa settentrionale, decidendo quindi di andare nel Regno Unito per continuare a combattere, ma i difficili rapporti tra Vichy e Londra, resi evidenti dalla distruzione della flotta francese a Mers-el-Kébir per mano della Royal Navy britannica, non gli facilitarono l'ottenimento dei necessari documenti di viaggio. Dopo essere stato congedato dalle forze armate il 12 agosto 1940, progettò, assieme ad alcuni colleghi, di prendere alcuni aerei con cui volare, senza autorizzazione, fino in Inghilterra, ma il piano andò a monte a causa dell'aumentata sorveglianza agli aeroporti. Finalmente, nell'autunno 1940, arrivarono i documenti per viaggiare.

### Pilota della Royal Air Force

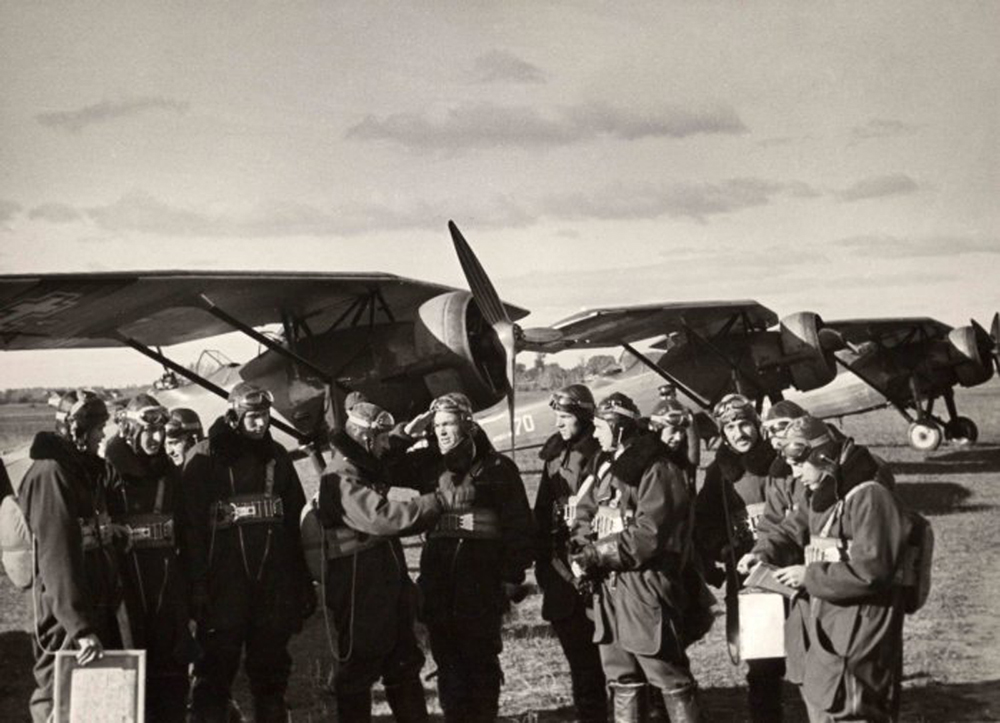
1938 circa: Marcinkus viene intervistato dopo un volo.

Nell'ottobre 1940 Marcinkus raggiunse Liverpool. Da qui viaggiò verso Londra, e il 24 dicembre divenne un pilota della RAF, truccando la sua età dichiarando di avere tre anni in meno (trenta anziché trentatré) per rientrare nei requisiti di accesso. Nel Regno Unito Marcinkus si tenne sempre in contatto con l'incaricato d'affari lituano per ricevere aggiornamenti sul suo paese natale (occupato dai sovietici e privato dell'indipendenza) e sulla famiglia.
Dopo un periodo di addestramento iniziato il 1º gennaio 1941, venne assegnato al No. 1 Squadron RAF diventando così l'unico pilota lituano ad aver prestato servizio nell'aeronautica britannica durante la seconda guerra mondiale, con la quale assolse vari compiti come la caccia notturna e la scorta ai bombardieri. In una lettera scritta al diplomatico lituano Bronius Balutis riportò di aver distrutto un bombardiere tedesco Dornier Do 17 a marzo. In altre occasioni scrisse anche di essere impegnato per la liberazione della Lituania. A giugno, insieme alla sua unità, ingaggiò un combattimento prolungato contro gli aerei della Luftwaffe, l'aeronautica militare tedesca, riuscendo ad abbattere un caccia Messerschmitt Bf 109 (altri tre di questi aerei vennero fatti precipitare dai suoi commilitoni al prezzo di un caccia pilotato da uno statunitense). In effetti, nell'archivio nazionale di Londra è custodito il verbale originale di Marcinkus in cui egli dichiarò di aver abbattuto un Bf 109 il 21 giugno 1941, colpito con due brevi raffiche sparate da novanta metri; testimone della vittoria fu il sergente Blasil, anch'esso del 1º squadrone. Nelle file alleate fu registrata la perdita di un pilota statunitense.
L'ultima missione di Marcinkus in qualità di pilota RAF fu effettuata il 12 febbraio 1942.
L'11 febbraio 1942 ebbe inizio l'operazione Cerberus tedesca volta a trasferire le navi da battaglia Scharnhorst e Gneisenau e l'incrociatore Prinz Eugen nei loro porti, attraversando La Manica. Il giorno dopo, 12 febbraio, sei caccia del 1º squadrone della RAF vennero fatti alzare in volo per intercettare il gruppo di navi tedesche attaccando le motosiluranti di scorta. Tra di loro c'era anche Marcinkus, abbattuto dal fuoco contraereo e finito in mare mentre stava attaccando la Scharnhorst. Venne recuperato dai tedeschi con una frattura alla colonna vertebrale e diventò un prigioniero di guerra.

### Fuga dalla prigionia e morte

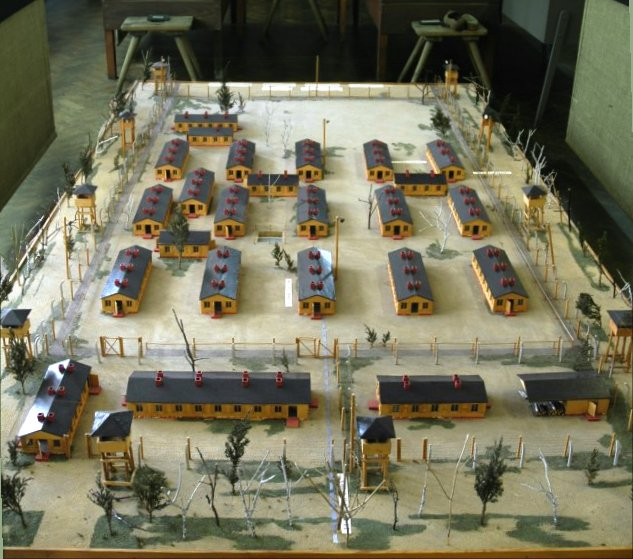
Modellino dello Stalag Luft III, dove Marcinkus passò due anni di prigionia prima di evadere ed essere catturato di nuovo

Marcinkus venne inviato allo Stalag Luft III, un campo di concentramento vicino a Sagan costruito e ingrandito più volte per ospitare i piloti nemici catturati. A quanto è noto Marcinkus fu l'unico lituano tra i diecimila prigionieri che lo Stalag Luft III poteva rinchiudere. Lo Squadron leader (maggiore) della RAF Roger Bushell, prigioniero anche lui, iniziò ad organizzare una fuga scavando un tunnel, diventando ben presto il capo di un gruppo di persone che avevano deciso di seguirlo nell'impresa. Tra loro c'era anche Marcinkus, utile per la sua padronanza di varie lingue (tra le quali spiccava il tedesco), che aiutò a fabbricare documenti falsi e a tracciare una mappa delle ferrovie adiacenti allo Stalag; i treni infatti erano un elemento chiave per la fuga dallo Stalag.
Nel marzo 1944 i preparativi stavano volgendo al termine. Marcinkus venne scelto per guidare un gruppo di altri tre prigionieri (Tim Walenn, Henri Picard e Gordon Bretell) fingendosi, una volta fuori, dei lavoratori lituani in viaggio verso la Lituania, confidando del fatto che nessun tedesco sapesse parlare il lituano, in realtà conosciuto dal solo Marcinkus all'interno del gruppo. Il piano venne attuato la notte tra il 25 ed il 26 marzo 1944. Subito ci furono problemi con la botola d'ingresso del tunnel, difficile da aprire, e con l'uscita dello stesso, molti metri distante dalla foresta in cui trovare riparo. A causa di questi contrattempi solo settantasei dei duecento prigionieri originariamente preparatisi per la fuga riuscirono ad evadere. Marcinkus tuttavia non ebbe problemi, risultando tra i primi dieci a scappare.
Marcinkus e gli altri tre compagni arrivarono vicino a Danzica, ma vennero catturati dalla Gestapo nei dintorni di Schneidemühl il 26 marzo. Vennero quindi trasferiti allo Stalag XXB, dove passarono la notte, ed il giorno dopo vennero portati alla sede della Gestapo di Danzica. I tedeschi lo portarono in una foresta vicino a Pruśce, nell'attuale distretto di Oborniki, dove lo uccisero. Il suo corpo venne cremato il 29 marzo nel crematorio della Gestapo di Danzica. Al momento della morte ricopriva il grado di Flight lieutenant (capitano) nella Royal Air Force Volunteer Reserve.

## Carriera da calciatore

### Club
Dopo l'esordio con il KSK, ha disputato quasi tutta la sua carriere nell'LFLS Kaunas, ad eccezione di una parentesi nel 1936 con il Šančių Kovo.
Con l'LFLS vinse due campionati lituani.

### Nazionale
Con la nazionale, dopo il citato esordio, disputò in tutto 41 incontri, mettendo a segno 2 reti (la seconda delle quali nel 1935, di nuovo in amichevole contro la Lettonia) e divenendo presto capitano, ruolo che ha ricoperto in ben 30 occasioni.
In 15 partite, in tre diversi intervalli di tempo ha vestito le triplici vesti di giocatore, capitano e allenatore della nazionale. Ha vinto due Coppe del Baltico, la seconda delle quali in questo triplo ruolo.

### Cronologia presenze e reti in nazionale
| Cronologia completa delle presenze e delle reti in nazionale ― Lituania | Cronologia completa delle presenze e delle reti in nazionale ― Lituania | Cronologia completa delle presenze e delle reti in nazionale ― Lituania | Cronologia completa delle presenze e delle reti in nazionale ― Lituania | Cronologia completa delle presenze e delle reti in nazionale ― Lituania | Cronologia completa delle presenze e delle reti in nazionale ― Lituania | Cronologia completa delle presenze e delle reti in nazionale ― Lituania | Cronologia completa delle presenze e delle reti in nazionale ― Lituania |
| Data                                                                    | Città                                                                   | In casa                                                                 | Risultato                                                               | Ospiti                                                                  | Competizione                                                            | Reti                                                                    | Note                                                                    |
| ----------------------------------------------------------------------- | ----------------------------------------------------------------------- | ----------------------------------------------------------------------- | ----------------------------------------------------------------------- | ----------------------------------------------------------------------- | ----------------------------------------------------------------------- | ----------------------------------------------------------------------- | ----------------------------------------------------------------------- |
| 27-7-1927                                                               | Riga                                                                    | Lettonia                                                                | 6 – 3                                                                   | Lettonia                                                                | Amichevole                                                              | 1                                                                       |                                                                         |
| 29-8-1925                                                               | Kaunas                                                                  | Lituania                                                                | 0 – 5                                                                   | Estonia                                                                 | Amichevole                                                              | -                                                                       |                                                                         |
| 25-7-1928                                                               | Tallinn                                                                 | Lettonia                                                                | 3 – 0                                                                   | Lituania                                                                | Coppa del Baltico 1928                                                  | -                                                                       |                                                                         |
| 26-7-1928                                                               | Tallinn                                                                 | Estonia                                                                 | 6 – 0                                                                   | Lituania                                                                | Coppa del Baltico 1928                                                  | -                                                                       |                                                                         |
| 1-9-1928                                                                | Kaunas                                                                  | Lituania                                                                | 1 – 1                                                                   | Lettonia                                                                | Amichevole                                                              | -                                                                       |                                                                         |
| 14-8-1929                                                               | Riga                                                                    | Lettonia                                                                | 3 – 1                                                                   | Estonia                                                                 | Coppa del Baltico 1929                                                  | -                                                                       |                                                                         |
| 16-8-1929                                                               | Riga                                                                    | Estonia                                                                 | 5 – 2                                                                   | Lituania                                                                | Coppa del Baltico 1929                                                  | -                                                                       |                                                                         |
| 15-8-1930                                                               | Kaunas                                                                  | Lituania                                                                | 2 – 1                                                                   | Estonia                                                                 | Coppa del Baltico 1930                                                  | -                                                                       | 46’                                                                     |
| 17-8-1930                                                               | Kaunas                                                                  | Lituania                                                                | 3 – 3                                                                   | Lettonia                                                                | Coppa del Baltico 1930                                                  | -                                                                       | 20’                                                                     |
| 9-6-1931                                                                | Tallinn                                                                 | Estonia                                                                 | 4 – 1                                                                   | Lituania                                                                | Amichevole                                                              | -                                                                       |                                                                         |
| 30-6-1931                                                               | Riga                                                                    | Lettonia                                                                | 5 – 2                                                                   | Lettonia                                                                | Amichevole                                                              | -                                                                       |                                                                         |
| 26-8-1931                                                               | Kaunas                                                                  | Lituania                                                                | 2 – 4                                                                   | Romania                                                                 | Amichevole                                                              | -                                                                       |                                                                         |
| 30-8-1931                                                               | Tallinn                                                                 | Lettonia                                                                | 2 – 0                                                                   | Lituania                                                                | Coppa del Baltico 1931                                                  | -                                                                       |                                                                         |
| 31-8-1931                                                               | Tallinn                                                                 | Estonia                                                                 | 1 – 0                                                                   | Lituania                                                                | Coppa del Baltico 1931                                                  | -                                                                       |                                                                         |
| 6-8-1932                                                                | Kaunas                                                                  | Lituania                                                                | 1 – 0                                                                   | Estonia                                                                 | Amichevole                                                              | -                                                                       |                                                                         |
| 28-8-1932                                                               | Riga                                                                    | Lettonia                                                                | 4 – 1                                                                   | Lituania                                                                | Coppa del Baltico 1932                                                  | -                                                                       | 46’                                                                     |
| 29-8-1932                                                               | Riga                                                                    | Estonia                                                                 | 1 – 2                                                                   | Lituania                                                                | Coppa del Baltico 1932                                                  | -                                                                       |                                                                         |
| 11-9-1932                                                               | Kaunas                                                                  | Lituania                                                                | 1 – 0                                                                   | Lettonia                                                                | Amichevole                                                              | -                                                                       |                                                                         |
| 25-9-1932                                                               | Stoccolma                                                               | Svezia                                                                  | 8 – 1                                                                   | Lituania                                                                | Amichevole                                                              | -                                                                       |                                                                         |
| 12-6-1933                                                               | Riga                                                                    | Lettonia                                                                | 6 – 2                                                                   | Lituania                                                                | Amichevole                                                              | -                                                                       |                                                                         |
| 29-6-1933                                                               | Kaunas                                                                  | Lituania                                                                | 0 – 2                                                                   | Svezia                                                                  | Qual. Mondiali 1934                                                     | -                                                                       |                                                                         |
| 20-7-1933                                                               | Tallinn                                                                 | Estonia                                                                 | 2 – 1                                                                   | Lituania                                                                | Amichevole                                                              | -                                                                       |                                                                         |
| 9-8-1933                                                                | Helsinki                                                                | Finlandia                                                               | 9 – 2                                                                   | Lituania                                                                | Amichevole                                                              | -                                                                       |                                                                         |
| 2-9-1933                                                                | Kaunas                                                                  | Lituania                                                                | 1 – 1                                                                   | Estonia                                                                 | Coppa del Baltico 1933                                                  | -                                                                       |                                                                         |
| 4-9-1933                                                                | Kaunas                                                                  | Lituania                                                                | 2 – 2                                                                   | Lettonia                                                                | Coppa del Baltico 1933                                                  | -                                                                       |                                                                         |
| 10-6-1934                                                               | Kaunas                                                                  | Lituania                                                                | 2 – 0                                                                   | Lettonia                                                                | Amichevole                                                              | -                                                                       |                                                                         |
| 16-8-1934                                                               | Kaunas                                                                  | Lituania                                                                | 1 – 0                                                                   | Finlandia                                                               | Amichevole                                                              | -                                                                       |                                                                         |
| 9-9-1934                                                                | Riga                                                                    | Lettonia                                                                | 1 – 3                                                                   | Lituania                                                                | Amichevole                                                              | -                                                                       |                                                                         |
| 30-5-1935                                                               | Riga                                                                    | Lettonia                                                                | 6 – 1                                                                   | Lituania                                                                | Amichevole                                                              | -                                                                       |                                                                         |
| 19-6-1935                                                               | Tallinn                                                                 | Estonia                                                                 | 2 – 2                                                                   | Lituania                                                                | Amichevole                                                              | -                                                                       |                                                                         |
| 20-8-1935                                                               | Tallinn                                                                 | Estonia                                                                 | 1 – 2                                                                   | Lituania                                                                | Coppa del Baltico 1935                                                  | -                                                                       |                                                                         |
| 21-8-1935                                                               | Tallinn                                                                 | Lettonia                                                                | 2 – 2                                                                   | Lituania                                                                | Coppa del Baltico 1935                                                  | -                                                                       | 46’                                                                     |
| 8-9-1935                                                                | Kaunas                                                                  | Lituania                                                                | 2 – 2                                                                   | Lettonia                                                                | Amichevole                                                              | 1                                                                       |                                                                         |
| 18-9-1935                                                               | Kaunas                                                                  | Lituania                                                                | 2 – 2                                                                   | Estonia                                                                 | Amichevole                                                              | -                                                                       |                                                                         |
| 14-6-1936                                                               | Kaunas                                                                  | Lituania                                                                | 1 – 5                                                                   | Lettonia                                                                | Amichevole                                                              | -                                                                       |                                                                         |
| 30-6-1936                                                               | Kaunas                                                                  | Lituania                                                                | 2 – 0                                                                   | Estonia                                                                 | Amichevole                                                              | -                                                                       | 12’                                                                     |
| 3-6-1937                                                                | Kaunas                                                                  | Lituania                                                                | 1 – 2                                                                   | Estonia                                                                 | Amichevole                                                              | -                                                                       |                                                                         |
| 8-7-1937                                                                | Kaunas                                                                  | Lituania                                                                | 0 – 2                                                                   | Romania                                                                 | Amichevole                                                              | -                                                                       |                                                                         |
| 29-7-1937                                                               | Riga                                                                    | Lettonia                                                                | 4 – 2                                                                   | Lituania                                                                | Qual. Mondiali 1938                                                     | -                                                                       |                                                                         |
| 5-9-1937                                                                | Kaunas                                                                  | Lituania                                                                | 0 – 4                                                                   | Estonia                                                                 | Coppa del Baltico 1937                                                  | -                                                                       |                                                                         |
| 17-5-1938                                                               | Riga                                                                    | Lettonia                                                                | 2 – 0                                                                   | Lituania                                                                | Amichevole                                                              | -                                                                       |                                                                         |
| Totale                                                                  |                                                                         | Presenze                                                                | 42                                                                      |                                                                         | Reti                                                                    | 2                                                                       |                                                                         |

### Palmarès

#### Club
- Campionato lituano: 2

LFLS Kaunas: 1927, 1932

#### Nazionale
- Coppa del Baltico: 2

1930, 1935

## Commemorazioni

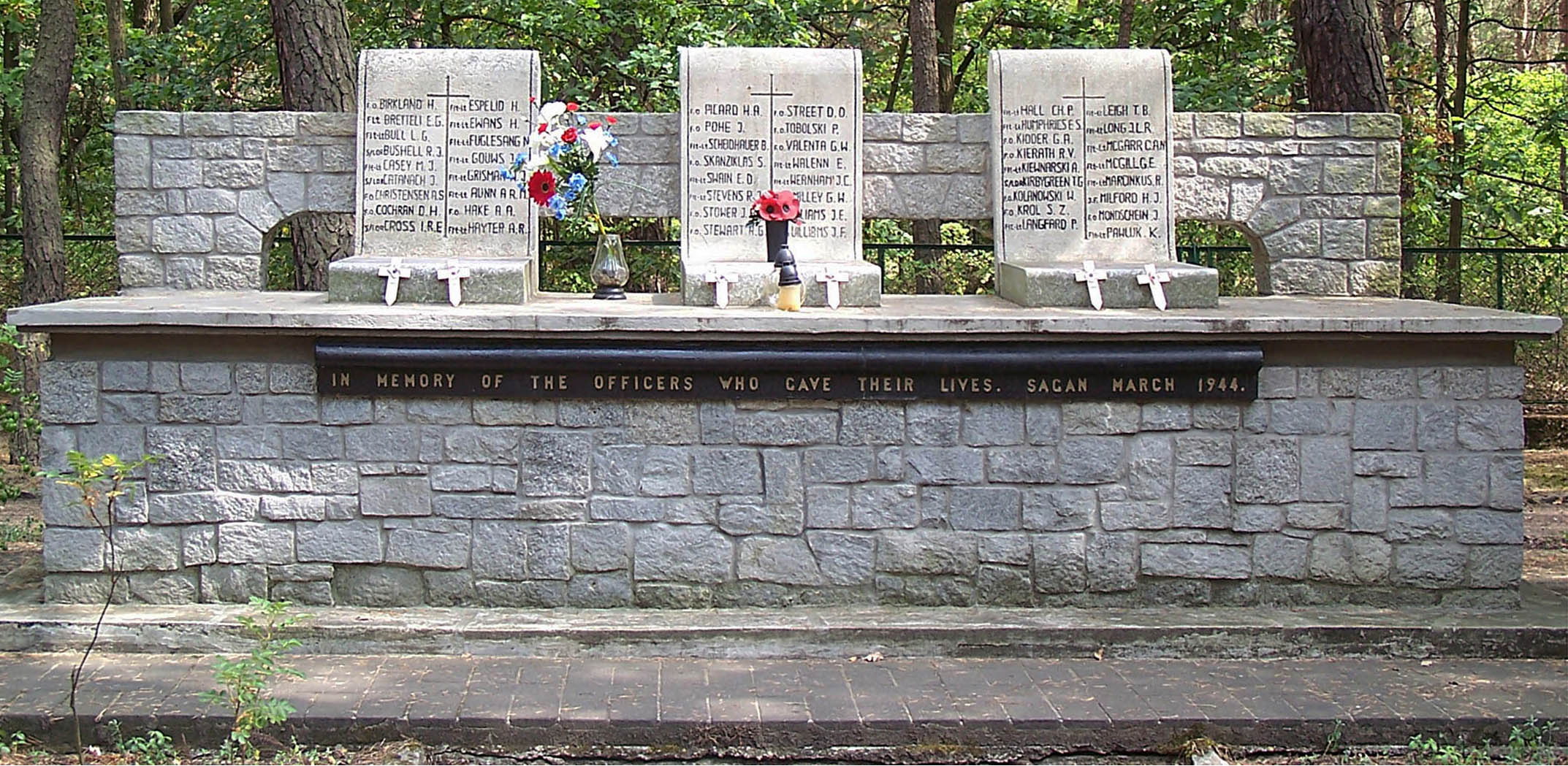
Memoriale "ai cinquanta" vicino allo Stalag Luft III; il nome di Romualdas Marcinkus è scritto nella stele di destra

I prigionieri rimasti allo Stalag Luft III eressero alla fine del 1944 un memoriale ai loro cinquanta camerati uccisi durante la fuga. Dopo la guerra un'indagine ordinata dagli Alleati individuò settantadue responsabili dell'assassinio dei fuggitivi: il giustiziere di Marcinkus venne condannato nel 1948, lo stesso anno in cui venne identificato il luogo della cremazione del suo corpo. Le ceneri vennero racchiuse in un'urna trasferita poi alla sezione britannica dell'Old Garrison Cemetery di Poznań, contrassegnata da una lapide della Commonwealth War Graves Commission.

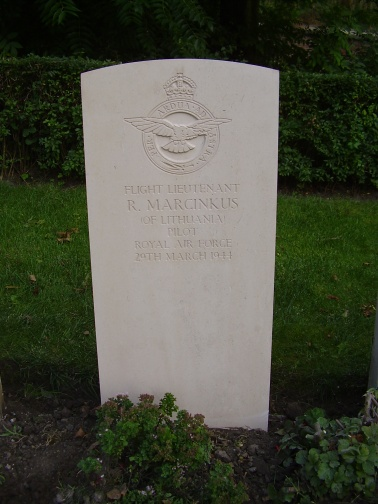
Le ceneri di Marcinkus riposano in un cimitero di Poznań, contrassegnate da una lapide della Commonwealth War Graves Commission

Marcinkus venne menzionato postumo in un dispaccio in occasione del compleanno del Re del 1944, venendo altresì premiato con la 1939–45 Star, l'Air Crew Europe Star, e la War Medal 1939–1945. Le autorità britanniche tentarono di informare la famiglia di Marcinkus della morte del loro parente, ma la cortina di ferro scesa in Europa nel dopoguerra consigliò di non procedere oltre per non esporre i familiari a potenziali, negative, conseguenze.
La memoria dell'aviatore e calciatore lituano venne tenuta in vita dai giornalisti lituani emigrati all'estero, specialmente negli Stati Uniti d'America, dove apparse negli anni cinquanta qualche articolo a lui dedicato in alcune testate lituane. In Lituania il primo vero articolo che trattò di Marcinkus apparve nel 1967. Da questa data il suo nome divenne più ricorrente tra la stampa, sebbene questa ne presentò un'immagine inaccurata o incompleta.

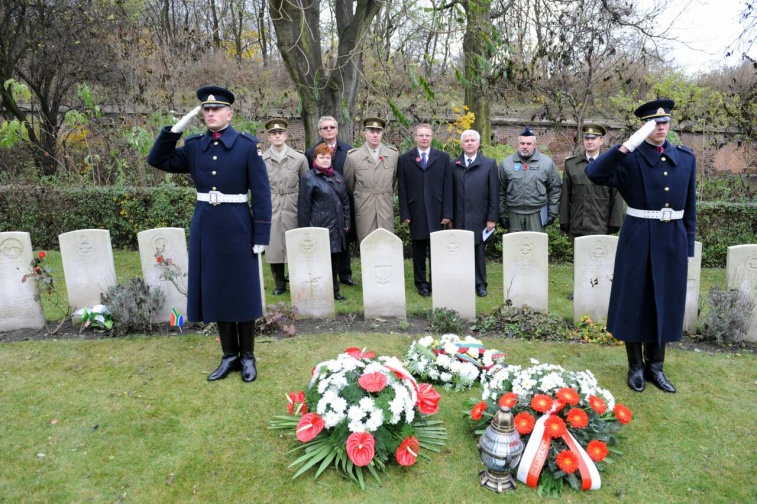
Cerimonia onoraria alla tomba di Marcinkus nel 2009

Dopo il riottenimento dell'indipendenza, l'interesse per Marcinkus in Lituania si rinnovò. A Jubarkas gli venne dedicata una strada, mentre l'aeronautica istituì una coppa di tiro a segno a lui intitolata. Nel 2001 l'ambasciatore britannico a Vilnius consegnò le medaglie ricevute postume da Marcinkus al nipote Alvydas Gabėnas, nel corso di una cerimonia a cui partecipò anche la RAF con un passaggio di caccia Harrier. Sempre nel 2001, a Kaunas, venne scoperta una targa dedicata a Marcinkus. Inoltre, la giornalista della CNN Gražina Sviderskytė, vincitrice del premio miglior reporter del 2001, ha scritto una dettagliata opera sulla vita di Marcinkus, Uragano kapitonas (il capitano degli Hurricane), pubblicato nel 2004, quando uscì anche un documentario con lo stesso titolo.